# 安德森陡崖
安德森陡崖（英語：Andersen Escarpment），是南極洲的陡崖，位於埃爾斯沃思地，處於里德嶺以南的福特山西部，屬於蒂爾山脈的一部分，現時由南極條約體系管理。